# Anabazis
Anabazis (lat. Anabasis), biljni rod od blizu 30 vrsta korisnih polugrmova od Mediterana do središnje Azije i Indije.
Pripada porodici štirovki, a poznatija vrsta je polugrm A. aphylla s jugoistoka europske Rusije i sjeverne Kine.

## Vrste
1. Anabasis al-rawii Aellen & El-Hakeem & Weinert
2. Anabasis aphylla L.
3. Anabasis aretioides Moq. & Coss. ex Bunge
4. Anabasis articulata (Forssk.) Moq.
5. Anabasis brachiata Fisch. & C.A.Mey. ex Kar. & Kir.
6. Anabasis brevifolia C.A.Mey.
7. Anabasis calcarea (Charif & Aellen) Bokhari & Wendelbo
8. Anabasis cretacea Pall.
9. Anabasis ebracteolata Korovin ex Botsch.
10. Anabasis ehrenbergii Schweinf. ex Boiss.
11. Anabasis elatior (C.A.Mey.) Schischk.
12. Anabasis eriopoda (Schrenk) Paulsen
13. Anabasis eugeniae Iljin
14. Anabasis ferganica Drobow
15. Anabasis firouzii Akhani
16. Anabasis gypsicola Iljin
17. Anabasis haussknechtii Bunge ex Boiss.
18. Anabasis jaxartica (Bunge) Benth. ex Iljin
19. Anabasis lachnantha Aellen & Rech.f.
20. Anabasis macroptera Moq.
21. Anabasis oropediorum Maire
22. Anabasis pelliotii Danguy
23. Anabasis prostrata Pomel
24. Anabasis salsa (Ledeb.) Benth. ex Volkens
25. Anabasis setifera Moq.
26. Anabasis syriaca Iljin
27. Anabasis truncata (Schrenk) Bunge
28. Anabasis turgaica Iljin & Krasch.
29. Anabasis turkestanica Korovin ex Iljin